# Bono (Itália)
Bono é uma comuna italiana da região da Sardenha, província de Sassari, com cerca de 3 800 habitantes. Estende-se por uma área de 74 km², tendo uma densidade populacional de 51 hab/km². Faz fronteira com Anela, Benetutti, Bonorva, Bottidda, Bultei, Nughedu San Nicolò, Oniferi (NU), Orotelli (NU).

## Demografia
| Variação demográfica do município entre 1861 e 2011                               |
|                                                                                   |
| Fonte: Istituto Nazionale di Statistica (ISTAT) - Elaboração gráfica da Wikipedia |